# Angelo Emo

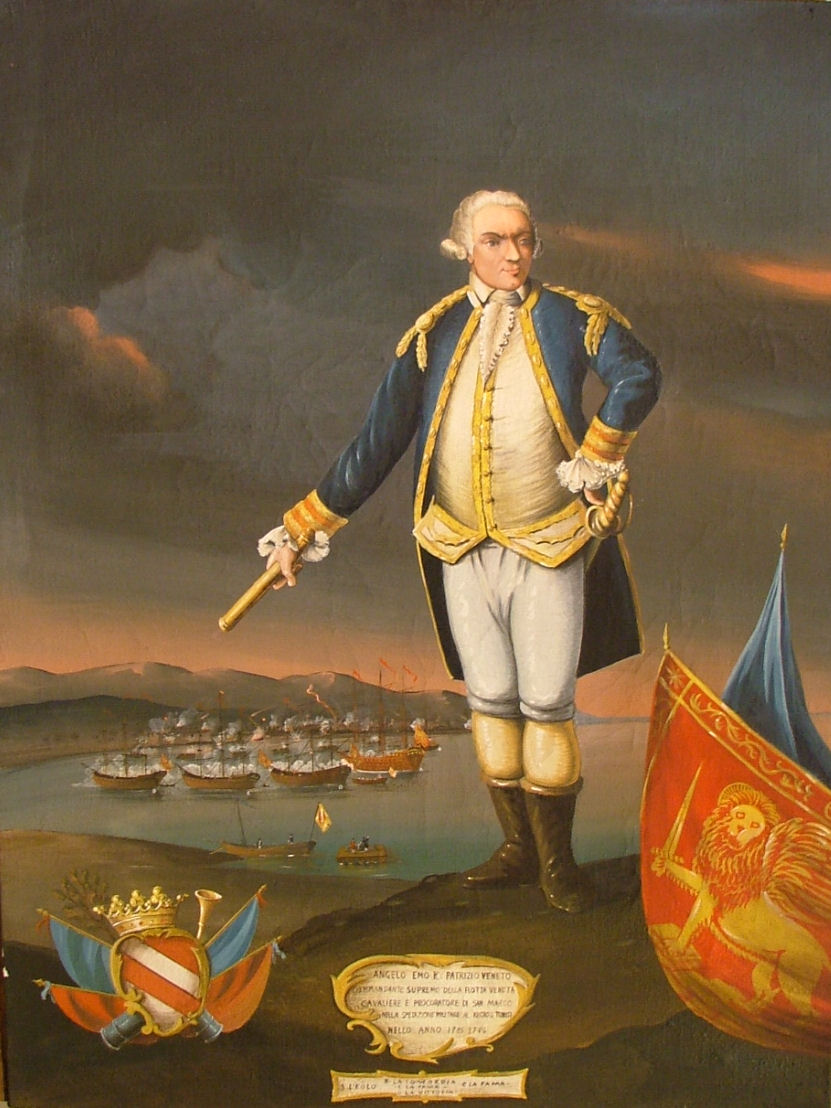
Angelo Emo als Generalkapitän

Angelo Emo (* 3. Januar 1731 in Venedig; † 1. März 1792 auf Malta) war der letzte venezianische Großadmiral (capitano general da mar).

## Leben
Angelo Emo wurde 1731 als Sohn des Giovanni di Gabriele, aus der Linie (ramo) S. Simeon Piccolo und der Lucia Lombardo geboren. Nach dem Besuch des Jesuitenkollegs von Brescia, dann desjenigen von Venedig, wo er bei Giovanni Billesimo, Iacopo Stellini und Pater Carlo Lodoli lernte, trat Emo 1752 in die venezianische Marine als nobile di nave ein. 1755 wurde er als governatore di nave, als Schiffsführer, für den Schutz der Schiffskonvois vor Piraterie verantwortlich. 1756 eskortierte er bei Gibraltar die venezianischen Handelsschiffe und handelte mit Portugal einen Handelsvertrag aus. Im August 1759 kehrte er nach Venedig zurück. In den Jahren 1761 bis 1762 arbeitete er als Savio und Esecutore alle Acque, wobei er für die Erstellung einer neuen Karte der Lagune von Venedig verantwortlich war. 1763 wurde er wieder Schiffsführer (patrono) und war für die obere Adria zuständig. 1765 stieg er zum Admiral, also zum Führer einer Flotte auf. 1768 zwang er durch eine Machtdemonstration den Bey von Algier dazu, den bis dahin bestehenden Handelsvertrag mit Venedig zu bestätigen. 
Am 12. Juni 1768 wurde Emo Capitano delle navi, also Admiral der venezianischen Flotte. 1770 bis 1771 bekämpfte er Piraten aus Dulcigno und vertrieb sie von den Inseln Zante, Corfu und Cerigo, doch geriet seine Flotte in einen schweren Sturm. Nach diesen schweren Verlusten wurde er Censore, um sich danach auf die Förderung der Glasproduktion auf Murano zu konzentrieren. Abermals für die Magistratur tätig, die für die Lagune verantwortlich war, arbeitete er von 1776 bis 1778 als Savio alle Acque. In dieser Funktion war er jedoch nicht nur in der Lagune tätig, sondern auch am Brenta, am Terraglio und am Canale della Cava.
Auf Angriffe gegen venezianische Schiffe seitens des Beys von Tripolis reagierte Venedig 1778 mit einer Kriegserklärung. Emo wurde am 18. Juli 1778 wieder Capitano delle navi und führte seine Flotte vor Tripolis. Der dortige Bey sah sich gezwungen, einen neuen Vertrag zu unterschreiben. 
1779 wurde Emo Savio alla Mercanzia, wo er eine Senkung der Abgaben auf Seide durchsetzte. Darüber hinaus förderte er die Ansiedlung von Handelshäusern in Sebenico und er verlagerte das venezianische Konsulat in Ägypten von Kairo nach Alexandria. Im folgenden Jahr wurde Emo Provveditore ai Beni inculti, war also für das Brachland und für nicht genutzte Güter zuständig. Er wollte die Trockenlegung der Valli Veronesi angehen, doch fehlten dazu die Mittel. 1782 bis 1784 war Emo als Inquisitore im Arsenal tätig, wo die Schiffe Venedigs gebaut und gewartet wurden. Er sollte Ordnung und Effizienz verbessern. Aus Frankreich und England ließ er neue Modelle von Kriegsschiffen kommen. Er führte den Gebrauch von Verkleidungen (carenature) aus Kupfer ein, was die Manövriergeschwindigkeit erhöhte. Auch verbesserte man unter seiner Leitung die Herstellungsmethoden des Tauwerks. Auch erhöhte er die materielle Ausstattung der nichtadligen Beschäftigten. 
Am 6. März 1784 wurde er zum Capitano straordinario der Flotte ernannt, die nach Tunis segeln sollte, das Venedig den Krieg erklärt hatte. Ein Schiff mit Waren Nordafrikas war nämlich abgebrannt worden, weil es die Pest an Bord hatte. Emo erhielt den Auftrag, die in Tunis vom Bey Ibn Ali Hamuda gefangengehaltenen Venezianer zu befreien und die Interessen der Republik Venedig und die Schifffahrt in der Region gegen Angriffe nordafrikanischer Piraten zu schützen. Im Oktober griff er Susa an, im April 1785 wiederholte er den Angriff während dreier Nächte. Vom 15. bis 17. August beschoss er Sfax, dann am 1., 3., 5. und 9. Oktober La Goletta. Am 6., 18. und 22. März, dann wieder am 30. April und 4. Mai 1786 beschossen seine Schiffe erneut Sfax und richteten dort schwere Schäden an. Vom 30. Mai bis zum 10. August attackierten sie Biserat, dann, zum dritten Mal, vom 26. September bis zum 6. Oktober Susa. Mit seinem Flaggschiff Fama, etwa 20 weiteren Kriegsschiffen und einer Landungsmacht von etwa 1.500 Mann blockierte Emo den Hafen von Tunis. In schwierigen Küstengewässern brachte er selbstentwickelte floßartige Fahrzeuge zum Einsatz. Trotz seines energischen Einsatzes zog die venezianische Führung in der Folge eine Lösung auf dem Verhandlungsweg vor. Der Zoll auf venezianische Waren sank von 7 auf 4 %, und Venedig erklärte sich bereit, ein „Geschenk“ im Wert von 40.000 Zechinen zu überreichen. 
Emo segelte mit seiner Flotte nach Corfu, wurde allerdings währenddessen am 28. Mai 1786 zum Prokurator von San Marco gewählt. Emo kam Zante gegen eine Piratenflotte zu Hilfe. In Tunesien kam es jedoch bald zu neuerlichen Auseinandersetzungen und Emo segelte nach Malta, wo er den Rest der Flotte erwartete. Bis 1786 operierte Angelo Emo mit seinen 14 Kriegsschiffen vom sizilianischen Hafen Trapani und von Malta. Die Sicherung der Seewege im Mittelmeer blieb sein größtes Verdienst. 1790 scheiterte ein letzter Angriff der Piraten aus Sfax gegen die venezianische Flotte. 
Emo starb nach kurzer Krankheit am 1. März 1792. Auf der Fama wurde sein Leichnam feierlich nach Venedig gebracht und am 17. April in der Markusbasilika aufgebahrt. Der Senat ehrte ihn mit einer Marmorbüste im Dogenpalast und mit einer Skulptur von Antonio Canova in der Sala d'armi des Arsenals. 

## Rezeption
Für Girolamo Dandolo waren 1855 die Expeditionen Emos das „letzte Brüllen des Löwen von San Marco auf dem Meer“, während Samuele Romanin ihn für einen jener Helden hielt, die den Niedergang Venedigs hätten aufhalten können, mit ihm, so könne man sagen, stieg die Republik ins Grab, sei die Größe (grandezza) Venedigs auf dem Meer untergegangen, wie sie auf dem Lande schon vorangegangen sei.
Dem von G. Dandolo geäußerten Verdacht, der ehrgeizige Vizeadmiral Tommaso Condulmer, habe ihn aus dem Weg geräumt, trat Alvise Zorzi entgegen.
Angelo Emos Grab befindet sich in der Kirche San Biagio ai Forni in Venedig, das auch als San Biagio dei Marinai bekannt ist. Ein ihm gewidmetes Monument und Modelle seiner pontonartigen Kanonenboote befinden sich heute im Marinemuseums des Arsenals.